# Anemina arcaeformis
Anemina arcaeformis е вид мида от семейство Unionidae. Видът е незастрашен от изчезване.

## Разпространение
Разпространен е в Китай (Дзянси, Дзянсу, Хубей и Хънан), Провинции в КНР, Русия (Амурска област и Камчатка), Северна Корея, Тайван, Южна Корея и Япония (Кюшу, Хокайдо, Хоншу и Шикоку).